# بنيان البذالي
بنيان البذالي (1955 - 10 يونيو 2018)، مطرب ومؤلف وملحن كويتي، ويعد هرما من أهرامات الفن شعبي الخليجي.

## عن حياته
ولد الفنان بنيان مقبول صايد البذالي في مدينة الكويت ، وهو من جيل المطربين الذين ظهروا في نهاية الستينيات، فكتب كلمات الأغنيات ووضع ألحاناً لها تتعلق بفنون منطقة الخليج والجزيرة العربية وغناها، وذلك على مدى أكثر من 30 عاماً من العطاء في مجال الأغنية الشعبية، تحديداً اللون الشعبي الذي تميّز به في جلسات السمر والحفلات الخاصة والعامة، في وقت يسعى معظم المطربين والملحنين من جيله إلى الأغنية السريعة الخفيفة، البعيدة عن الطرب والألحان الشرقية الأصيلة، ويعتبر الفنان بنيان البذالي الفنانين الذين حفروا اسمهم بالصخر حتى وصل إلى قلوب الجميع من أهل الخليج كونه يجيد غناء جميع الألوان على آلة العود رغم أنه كفيف، وهو ابن عم الشاعر والمغني الراحل بطي البذالي .

## أشهر الأغاني التي غناها
- نادولي المحبوب ملهوف ألحشا.
- على الهاتف.
- جرح ياللي.
- وادعيني.
- درس حياة الروح.
- يا حبيبي.
- زولنا من البيض.
- دون خلي.
- يا عرب.
- شفته في شارع السوق.
- مدحناك واغتريت.
- آه من قلب.
- نطحني راعي إمباله.
- أمس الضحى.
- عجزت من عد الليالي.
- جاي تعتذر.
- احتمال.
- أرجوك أرجوك.
- اشمعنى أنا.
- أعتب عليك.
- أغلى الحبايب.
- الحب الصدوقي.
- أنا خلي زعل.
- أنت بديت وأنت.
- أي معزة.
- تصدق ولا أحلف لك.
- تمنيت الصبا.
- دقت الساعة.
- سلامات.
- عجايب شفت بالدنيا.
- على بلد المحبوب.
- قولوا له مابي.
- كشفوا سر الهوى.
- كشفوا سر الهوى 2.
- كنت متمني اشوفك.
- لا تستغرب.
- واه واه.
- ولا الأيام لك وحدك.
- يا ريم وادي ثقيف.

## وفاته
توفي الفنان بنيان البذالي في مساء يوم الأحد الموافق 10 يونيو من عام 2018 بعد صراع طويل مع المرض، وقد نعته ابنته شوق البذالي ، عبر حسابها الرسمي في «تويتر» معلنة وفاة والدها عن عمر ناهز ال63 عاما